# Pseudononyma impunctipennis
Pseudononyma impunctipennis är en skalbaggsart som beskrevs av Stefan von Breuning 1961. Pseudononyma impunctipennis ingår i släktet Pseudononyma och familjen långhorningar.
Artens utbredningsområde är Madagaskar. Inga underarter finns listade i Catalogue of Life.